# L'ultimo cavaliere elettrico
L'ultimo cavaliere elettrico (Sidekicks) è una serie televisiva statunitense in 22 episodi trasmessi per la prima volta nel corso di una sola stagione dal 1986 al 1987. Ai 22 episodi regolari va aggiunto il film TV pilota trasmesso il 16 febbraio 1986 sulla ABC e intitolato The Last Electric Knight. La serie è conosciuta in Italia anche con il titolo Il bambino del karate.
È una serie d'azione incentrata sulle vicende del sergente della polizia Jake Rizzo, scelto da Sabasan come precettore del nipote Ernie Lee, bambino e ultimo erede di un antico clan di campioni di arti marziali, in particolare di karate.

## Personaggi e interpreti
- Sergente Jake Rizzo (23 episodi, 1986-1987), interpretato da Gil Gerard.
- Patricia Blake (23 episodi, 1986-1987), interpretata da Nancy Stafford.
- Sabasan (23 episodi, 1986-1987), interpretato da Keye Luke.
- Ernie Lee (23 episodi, 1986-1987), interpretato da Ernie Reyes Jr..
- Detective R.T. Mooney (5 episodi, 1986), interpretato da Frank Bonner.
- Travis (4 episodi, 1986-1987), interpretato da Giovanni Ribisi.
- Capitano Blanks (3 episodi, 1986-1987), interpretato da Vinny Argiro.
- Phil Krawcheck (2 episodi, 1986-1987), interpretato da Gerrit Graham.
- Detective Charlie Cheatham (2 episodi, 1986), interpretato da Richard Kline.

## Produzione
La serie, ideata da Dan Gordon, fu prodotta da Motown Productions e Walt Disney Television e girata negli studios della Walt Disney a Burbank in California. Le musiche furono composte da Joseph Conlan.

### Registi
Tra i registi sono accreditati:
- Allen Reisner in 5 episodi (1986-1987)
- Kim Manners in 3 episodi (1986-1987)
- Ric Rondell in 3 episodi (1986-1987)
- Sigmund Neufeld Jr. in 2 episodi (1986-1987)
- Vincent McEveety in 2 episodi (1986)

### Sceneggiatori
Tra gli sceneggiatori sono accreditati:
- Richard Chapman in 4 episodi (1986-1987)
- Bill Dial in 4 episodi (1986-1987)
- W. Reed Moran in 4 episodi (1986-1987)
- Gary Rosen in 2 episodi (1986-1987)
- Steve Stoliar in 2 episodi (1986-1987)
- Bob Comfort in 2 episodi (1986)

## Distribuzione
La serie fu trasmessa negli Stati Uniti dal 16 febbraio 1986 (pilot) e dal 26 settembre 1986 (1º episodio) al 13 giugno 1987 sulla rete televisiva ABC. In Italia è stata trasmessa dal 1989 su RaiUno con il titolo L'ultimo cavaliere elettrico.
Alcune delle uscite internazionali sono state:
- in Francia il 2 gennaio 1988 (Le chevalier lumière)
- in Spagna (Ernie & Rizzo: Compañeros)
- in Grecia (Ilektrikos ippotis)
- in Finlandia (Panther Ohmin viimeinen ritari)
- in Germania Ovest (SideKicks - Karate Kid & Co)
- in Italia (L'ultimo cavaliere elettrico)

## Episodi
| Stagione       | Episodi | Prima TV USA |
| -------------- | ------- | ------------ |
| Prima stagione | 22+1    | 1986-1987    |